# Siegfried Grillmeyer
Siegfried Grillmeyer (* 1969 in Pechbrunn) ist promovierter Historiker, Schriftsteller sowie geschäftsführender Direktor der Akademie Caritas-Pirckheimer-Haus, der sich im Bereich der politischen Bildung publizistisch betätigt; er lebt in Nürnberg.

## Biographie
Siegfried Grillmeyer wurde 1969 als viertes von sechs Kindern in Pechbrunn (Oberpfalz, Bayern) geboren. Nach dem Schulbesuch am Otto-Hahn-Gymnasium und dem Max-Reger-Gymnasium in Amberg leistete er beim Kreisverband Wunsiedel des Bayerischen Roten Kreuzes im Bereich Offene Sozialarbeit und Individuelle Schwerstbehindertenbetreuung seinen Zivildienst ab.
Er studierte von 1990 bis 1996 an der Universität Regensburg (unter anderem mit Studienaufenthalten in Bratislava und Wien) die Fächer Deutsch, Geschichte, Sozialkunde (Soziologie/Politologie) und Katholischen Theologie für das gymnasiale Lehramt. Im Rahmen eines Graduiertenkollegs am Institut für Europäische Geschichte in Mainz entstand seine Promotion im Fach Geschichte, in der er Sozialgeschichte mit Ideengeschichte verband.
Während der Studienzeit war er bereits freier Mitarbeiter im Bereich der politischen Jugendbildung, u. a. am Heinrich-Pesch-Haus in Ludwigshafen. Ab 1999 war er in diesem Bereich hauptberuflich als Leiter der Jugendakademie der Jesuiten im Caritas-Pirckheimer-Haus in Nürnberg tätig. Nebenberuflich absolvierte er eine zertifizierte Fortbildung zum Sozialbetriebswirt der KBE durch das Ministerium für Forschung und Bildung an der Akademie Klausenhof, Hamminkeln.
Seit 2008 ist er Direktor der Akademie Caritas-Pirckheimer-Haus und Geschäftsführer der Caritas-Pirckheimer-Haus gGmbH sowie in Personalunion Geschäftsführer der CPH Service GmbH.
2024 wurde Grillmeyer mit dem Bayerischen Verfassungsorden ausgezeichnet.

## Arbeitsschwerpunkte
Aus der beruflichen Schwerpunktsetzung heraus entstanden zahlreiche Veröffentlichungen im Feld der historisch-politischen Bildung im Wochenschau Verlag (Schwalbach) und später beim Echter Verlag (Würzburg). Als geschäftsführender Direktor der Akademie Caritas-Pirckheimer-Haus (Akademie CPH) ist Siegfried Grillmeyer Herausgeber zahlreicher Anthologien und Fachbeiträge. Ein besonderer Schwerpunkt ist dabei die Menschenrechtsbildung, ein weiterer die (christliche) Ethik.
Er ist Mitbegründer des Kompetenzzentrum für Demokratie und Menschenwürde der Katholischen Kirche in Bayern (KDM).

## Literarisches Schaffen
Grillmeyer veröffentlichte zwei Sammlungen eigener Kurzgeschichten im Echter Verlag.

## Mitarbeit in Gremien und Organisationen
Seit 2008 ist er Mitglied der AKSB (Arbeitsgemeinschaft katholisch-sozialer Bildungswerke in der Bundesrepublik Deutschland), in deren Vorstand er von 2011 bis 2013 war. Ebenfalls seit 2008 ist er aktiv im FPI (Förderverein Pädagogischer Initiativen in der Metropolregion Nürnberg), von 2013 bis 2022 war er Erster Vorsitzender des Vereins. Er ist Gründungsmitglied der 2009 gegründeten Allianz gegen Rechtsextremismus in der Europäischen Metropolregion Nürnberg und arbeitete von 2009 bis 2022 im Koordinierungsgremium mit. Seit 2014 ist Grillmeyer Vorsitzender im Beirat des BCN – Bildungscampus Nürnberg und gehört dem Bildungsbeirat der Stadt Nürnberg an. Außerdem gehört er seit 2015 dem Fachbeirat des KPZ (Kunst- und Kulturpädagogisches Zentrum) an. 2017 wurde er Mitglied des Sachausschusses „Mission – Gerechtigkeit – Frieden“ im Landeskomitee der Katholiken in Bayern und Mitglied im Verein zur Förderung der studierenden Jugend mit Betreibung des ND-Turms, wo er seit 2021 Erster Vorsitzender ist.

## Veröffentlichungen und Herausgebertätigkeit
- Bildung statt Bekehrung. Potenziale der Menschenrechte in der konfessionellen Bildungsarbeit und im interreligiösen Dialog, in: Gunter Geiger; Sven Bernhard Gareis (Hrsg.): 75 Jahre Allgemeine Erklärung der Menschenrechte. Ansätze und Perspektiven für deren Schutz in herausfordernden Zeiten, Opladen 2024, ISBN 978-3-8474-3001-8.
- Geschenkte Augenblicke. 24 Nahaufnahmen von Menschen und Orten, Echter Verlag, Würzburg 2024, ISBN 978-3-429-05956-9.
- mit Kai Kallbach, Claudia Pfrang, Martin Stammler: Die katholische Kirche und die radikale Rechte. Analysen und Handlungsperspektiven, Echter Verlag, Würzburg 2023, ISBN 978-3-429-05926-2.
- Kunst und Spiritualität, in: Kunst- und Ausstellungshalle der Bundesrepublik Deutschland (Hrsg.): Farbe ist Programm, Verlag für moderne Kunst, Wien 2022, ISBN 978-3-903439-04-7.
- Lass uns zu den Menschen gehen. 24 Begegnungen in aller Welt, Würzburg, Echter Verlag 2022, ISBN 978-3-429-05781-7.
- Geschichten im Gepäck, Verlag: Story.One, Wien 2021, ISBN 978-3-99087-908-5.
- A home away from Home. Kirchliche Bildung als dritter Ort, in: Stimmen der Zeit 10, Freiburg 2021, S. 723–730, ISSN 0039-1492.
- (Hrsg.) Blick zurück nach vorn. 60 Jahre CPH. 60 Perspektiven, Echter Verlag, Würzburg 2020, ISBN 978-3-429-05520-2.
- (Hrsg.) mit Marica Münch: Mobben stoppen. Mutig sein statt Mitmachen. Ein Handbuch für die Praxis, Würzburg 2020, ISBN 978-3-429-05528-8.
- (Hrsg.) mit Claudio Ettl, Obed Niyikiza: Give the Past a better Future. Einsatz für Versöhnung  und Frieden in Ruanda, Reihe „Fragen der Zeit“, Echter Verlag Würzburg, 2020, ISBN 978-3-429-05357-4.
- Ein Missionar als Brückenbauer ins Reich der Mitte im 16. Jahrhundert. Anmerkungen zum Konzept „Globalgeschichte“ im Spiegel von Matteo Ricci, in: Robert Charlier; Sven Trakulhun; Brunhilde Wehinger (Hrsg.): Europa und die Welt. Studien zur Frühen Neuzeit. In Memoriam Günther Lottes, Wehrhan Verlag, Hannover 2019, S. 255–272, ISBN 978-3-86525-689-8.
- Manfred Hürlimann – WEGumWEG. Ein Bilderzyklus im Caritas-Pirckheimer-Haus, Echter Verlag, Würzburg 2017, ISBN 978-3-429-04373-5
- Mensch, Du hast Rechte – und jeder andere auch! Ein Plädoyer für eine stärkere Beachtung der Menschenrechte in der politischen Bildung, in: Michael Reitemeyer, Benedikt Widmaier, Karl Weber, Markus Schuck (Hrsg.): Politische Bildung stärken – Demokratie fördern. Beiträge zur Geschichte und Aktualität von politischer Bildung, Wochenschau Verlag. Schwalbach im Taunus 2017, ISBN 978-3-7344-0590-7.
- (Hrsg.) mit Claudio Ettl, Doris Katheder: Caritas Pirckheimer und ihr Haus. Gedanken zum 550. Geburtstag, Echter Verlag, Würzburg 2017, ISBN 978-3-429-04358-2.
- „With human beings you never know“ Auf Spurensuche in Ruanda, im „Land der tausend Hügel“. Ein Erfahrungsbericht nach 20 Jahren Völkermord und 70 Jahren Holocaust, in: Einsichten und Perspektiven 3/2016. Hg. von der Bayerischen Landeszentrale für politische Bildung, München, 2016, S. 52–65.
- (Hrsg.) mit Erik Müller-Zähringer, Johanna Rahner: Peterchens Mondfahrt. Peter Sloterdijk, die Religion und die Theologie, Echter Verlag, Würzburg 2015, ISBN 978-3-429-03823-6.
- Jenseits von Schwarz und Weiß. Afrika im Blick, Echter Verlag, Würzburg 2014, ISBN 978-3-429-03768-0.
- Habsburgs Diener in Post und Politik. Das „Haus“ Thurn und Taxis zwischen 1745 und 1867 (Veröffentlichungen des Instituts für Europäische Geschichte, Mainz, Band 194: Abteilung für Universalgeschichte; Historische Beiträge zur Elitenforschung, Nr. 4), Verlag von Zabern, Mainz 2005, ISBN 978-3-8053-3566-9.